# Europamästerskapet i ishockey för herrar 1929
Europamästerskapet i ishockey 1929 var det 14:e Europamästerskapet i ishockey för landslag. Turneringen avgjordes i Ungern och matcherna spelades i huvudstaden Budapest 28 januari till 3 februari 1929. Åtta lag deltog, som möttes först i gruppspel med tre lag i två grupper och en grupp med två lag. Finland hade anmält sig men drog sig ur från turneringen i sista stund.

## Grupp A
| Datum      | Matcher grupp A | Resultat            |
| ---------- | --------------- | ------------------- |
| 30 januari | Polen - Schweiz | 2 - 0 (1-0,0-0,1-0) |

### Tabell grupp A
| Plac. | Lag     | Matcher | Segrar | Oavgj. | Förl. | Mål   | Poäng |
| ----- | ------- | ------- | ------ | ------ | ----- | ----- | ----- |
| 1     | Polen   | 1       | 1      | 0      | 0     | 2 - 0 | 2     |
| 2     | Schweiz | 1       | 0      | 0      | 1     | 0 - 2 | 0     |
| 3     | Finland | 0       | 0      | 0      | 0     | 0 - 0 | 0     |

- Polen till semifinal, Schweiz till mellanomgång. Finland drog sig ur turneringen.

## Grupp B
| Datum      | Matcher grupp B             | Resultat            |
| ---------- | --------------------------- | ------------------- |
| 28 januari | Österrike - Tyskland        | 1 - 0 (1-0,0-0,0-0) |
| 29 januari | Tyskland - Tjeckoslovakien  | 1 - 2 (0-1,0-0,1-1) |
| 30 januari | Österrike - Tjeckoslovakien | 1 - 3 (1-0,0-1,0-2) |

### Tabell grupp B
| Plac. | Lag             | Matcher | Segrar | Oavgj. | Förl. | Mål   | Poäng |
| ----- | --------------- | ------- | ------ | ------ | ----- | ----- | ----- |
| 1     | Tjeckoslovakien | 2       | 2      | 0      | 0     | 5 - 2 | 4     |
| 2     | Österrike       | 2       | 1      | 0      | 1     | 2 - 3 | 2     |
| 3     | Tyskland        | 2       | 0      | 0      | 2     | 1 - 3 | 0     |

- Tjeckoslovakien till semifinal, Österrike till mellanomgång.

## Grupp C
| Datum      | Matcher grupp C   | Resultat                  |
| ---------- | ----------------- | ------------------------- |
| 28 januari | Italien - Ungern  | 2 - 1 (0-1,1-0,0-0,1-0) * |
| 29 januari | Italien - Belgien | 1 - 0 (1-0,0-0,0-0)       |
| 30 januari | Ungern - Belgien  | 1 - 1 (1-0,0-0,0-1)       |

- Matchen avgjordes efter förlängning

### Tabell grupp C
| Plac. | Lag     | Matcher | Segrar | Oavgj. | Förl. | Mål   | Poäng |
| ----- | ------- | ------- | ------ | ------ | ----- | ----- | ----- |
| 1     | Italien | 2       | 2      | 0      | 0     | 3 - 1 | 4     |
| 2     | Ungern  | 2       | 0      | 1      | 1     | 2 - 3 | 1     |
| 3     | Belgien | 2       | 0      | 1      | 1     | 1 - 2 | 1     |

- Italien till semifinal, Ungern till mellanomgång.

## Mellanomgång
| Datum      | Matcher mellanomgång | Resultat            |
| ---------- | -------------------- | ------------------- |
| 31 januari | Österrike - Ungern   | 3 - 0 (2-0,1-0,0-0) |
| 1 februari | Österrike - Schweiz  | 3 - 1 (1-0,2-1,0-0) |
| 2 februari | Ungern - Schweiz     | 0 - 1 *             |

- Ungern lämnade w.o eller 0-1

### Tabell mellanomgång
| Plac. | Lag       | Matcher | Segrar | Oavgj. | Förl. | Mål   | Poäng |
| ----- | --------- | ------- | ------ | ------ | ----- | ----- | ----- |
| 1     | Österrike | 2       | 2      | 0      | 0     | 6 - 1 | 4     |
| 2     | Schweiz   | 2       | 1      | 0      | 1     | 2 - 3 | 2     |
| 3     | Ungern    | 2       | 0      | 0      | 2     | 0 - 4 | 0     |

- Österrike till semifinal.

## Semifinaler
| Datum      | Semifinaler EM 1929       | Resultat                      |
| ---------- | ------------------------- | ----------------------------- |
| 1 februari | Tjeckoslovakien - Italien | 1 - 0 (0-0,0-0,0-0,0-0,0-1) * |
| 2 februari | Polen - Österrike         | 3 - 1 (1-0,1-0,1-1)           |

- Matchen avgjord efter förlängning

### Bronsmatch
| Datum      | Bronsmatch EM 1929  | Resultat            |
| ---------- | ------------------- | ------------------- |
| 17 januari | Österrike - Italien | 4 - 2 (0-2,2-0,2-0) |

### Final
| Datum      | Final EM 1929           | Resultat                      |
| ---------- | ----------------------- | ----------------------------- |
| 3 februari | Tjeckoslovakien - Polen | 2 - 1 (0-0,0-0,1-1,0-0,1-0) * |

- Matchen avgjord efter förlängning

## Medaljer
| Europamästerskapet 1929 | Land            |
| ----------------------- | --------------- |
| Guld                    | Tjeckoslovakien |
| Silver                  | Polen           |
| Brons                   | Österrike       |

### Slutplaceringar
| Plac. | Lag             |
| ----- | --------------- |
| 1     | Tjeckoslovakien |
| 2     | Polen           |
| 3     | Österrike       |
| 4     | Italien         |
| 5     | Schweiz         |
| 6     | Ungern          |
| 7     | Belgien         |
| 8     | Tyskland        |

## Skytteliga
| Spelare          | Mål |
| ---------------- | --- |
| Ulrich Lederer   | 6   |
| Josef Maleček    | 5   |
| Roncarelli       | 3   |
| Tadeuz Adamowski | 3   |
| Hans Tatzer      | 3   |

## Laguppställningar

### Tjeckoslovakien
- Målvakt: Jan Peka,  res Jaroslav Rezác,
- Backar: Josef Šroubek, Wolfgang Dorasil, Jaroslav Pušbauer,
- Forwards: - Josef Maleček,  Bohumil Steigenhöfer, Josef Heinz, Karel Hromádka, Jiri Tožicka, Johann Lichnowski, Jan Mattern

### Polen
Tadeuz Adamowski, Jan Hemmerling, Alexander Kowalski, Wlodzimierz Krygier, Waclaw Kuchar, Lucjan Kulej, Albert Mauer, Roman Sabinski, Jozef Stogowski, Alexander Tupalski.

### Österrike
Walter Brück, Jacques Ditrichstein, Hans Ertl, Konrad Glatz, Walter Klang, Ulrich Lederer, Fritz Lichtschtein, Josef Maier, Alfred Schmucker, Walter Sell, Peregrin Spevak, hans Tatzer.